# Dynamine luisiana
Dynamine luisiana is een vlinder uit de familie Nymphalidae. De wetenschappelijke naam van de soort is voor het eerst geldig gepubliceerd in 1922 door Anton Heinrich Fassl.